# Smok wawelski
Smok wawelski ist ein Archosaurier aus der späten Obertrias (um 208 mya) von Mitteleuropa. Seine stark fragmentierten fossilen Überreste wurden im südwestlichen Polen nahe der oberschlesischen Kreisstadt Lubliniec gefunden. Die Art wurde 2012 erstmals wissenschaftlich beschrieben und nach dem Wawel-Drachen der polnischen Volkssage benannt.

## Fossilbericht

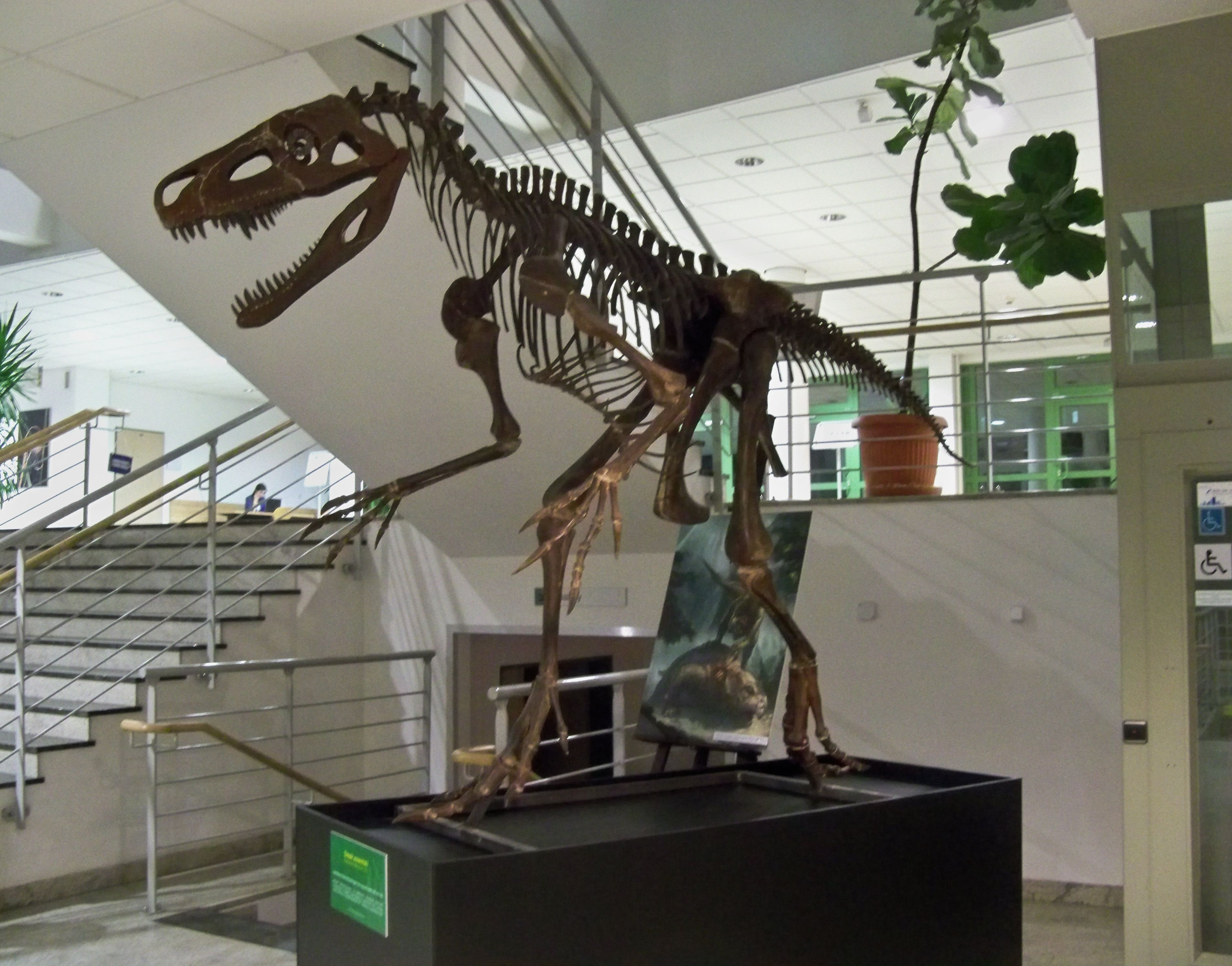
Rekonstruiertes Skelett in der Fakultät für Biologie der Universität Warschau

Fossil überliefert sind fragmentierte Schädelknochen, rechter und linker Oberarmknochen, rechter und linker Oberschenkelknochen, rechtes und linkes Darmbein, rechtes und linkes Sitzbein, verschiedene Wirbel, eine Rippe und ein Chevronknochen. Alle Überreste wurden in enger Nachbarschaft in einem Umkreis von 30 Metern gefunden und stammen wahrscheinlich von einem einzelnen Individuum. Große, offenbar dreizehige Fußspuren aus derselben Formation könnten von derselben Art stammen. Typlokalität von S. wawelski ist die Tongrube bei Lipie Śląskie, einem Weiler von Lisowice, etwa 2 km westlich von Lubliniec in Schlesien, die für ihre zahlreichen Fossilien bekannt ist.

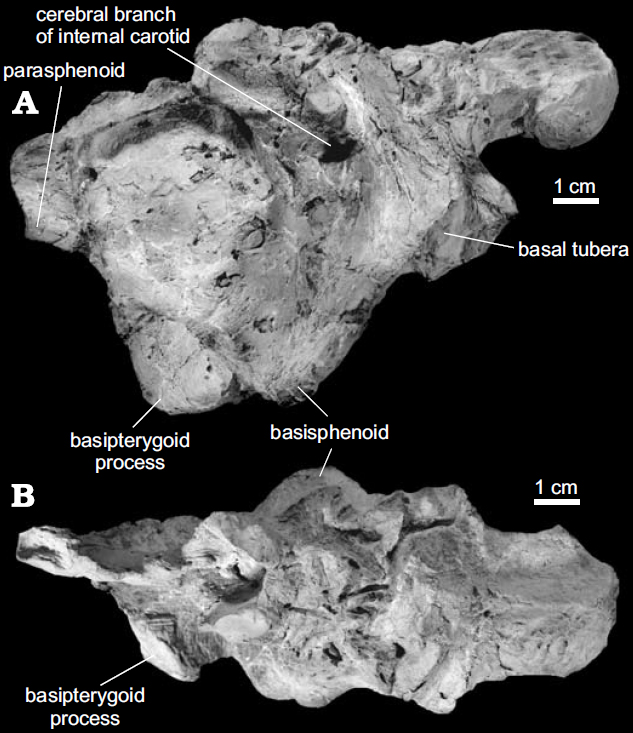
Der als Holotyp ausgewiesene Hirnschädel

## Merkmale
Das rekonstruierte Skelett von Smok wawelski hat eine geschätzte Länge von 5 bis 6 Metern, der Schädel ist 50 bis 60 cm lang. Der Holotyp ist ein stark autapomorpher Hirnschädel, der an seinen Seitenflächen große Muskelansatzstellen für sehr starke Kiefermuskeln hatte und an seiner Unterseite einen trichterförmigen Bereich, der von einem sehr breiten Basipterygoidknochen gebildet wurde. 
Gesägte Zähne, ein Kontakt zwischen Jochbein und Quadratojugale, das Antorbitalfenster vor den Orbita und weitere gruppenspezifische Merkmale (Synapomorphien) lassen die Zugehörigkeit von Smok wawelski zu den Archosauriern erkennen. Das postcraniale Skelett zeigt ein Merkmalsmosaik, das sowohl auf theropode Dinosaurier als auch auf „rauisuchide“ Archosaurier hindeutet, weshalb die Autoren in ihrer Erstbeschreibung von einer genaueren systematischen Zuordnung von Smok in eine der infrage kommenden Archosauriergruppen abgesehen haben.
Smok war größer als jeder andere bekannte carnivore (fleischfressende) Archosaurier aus der Oberen Trias und dem Unteren Jura von Mitteleuropa und übertraf damit sowohl „Rauisuchier“ wie Polonosuchus und Teratosaurus als auch theropode Dinosaurier wie Liliensternus. Im weltweiten Vergleich (Postosuchus, Fasolasuchus, Liliensternus, Gojirasaurus, Zupaysaurus) war Smok vermutlich einer der größten Archosaurier seiner Zeit.

## Weitere Fossilfunde
Außer den Überresten von Smok wawelski sind bei der Grabung an der Fossilfundstelle Lipie Śląskie weitere Elemente der fossilen Fauna gefunden worden. Dazu zählten ein großer Dicynodontier, ein kleiner Dinosauromorph, weitere kleine Archosaurier (Flugsaurier und Poposauroiden), Amphibien (ein großer Capitosauride und ein kleiner Plagiosauride), Lungenfische, hybodonte Haie und Knochenfische aus der Ordnung Palaeonisciformes.